# Esmagamento

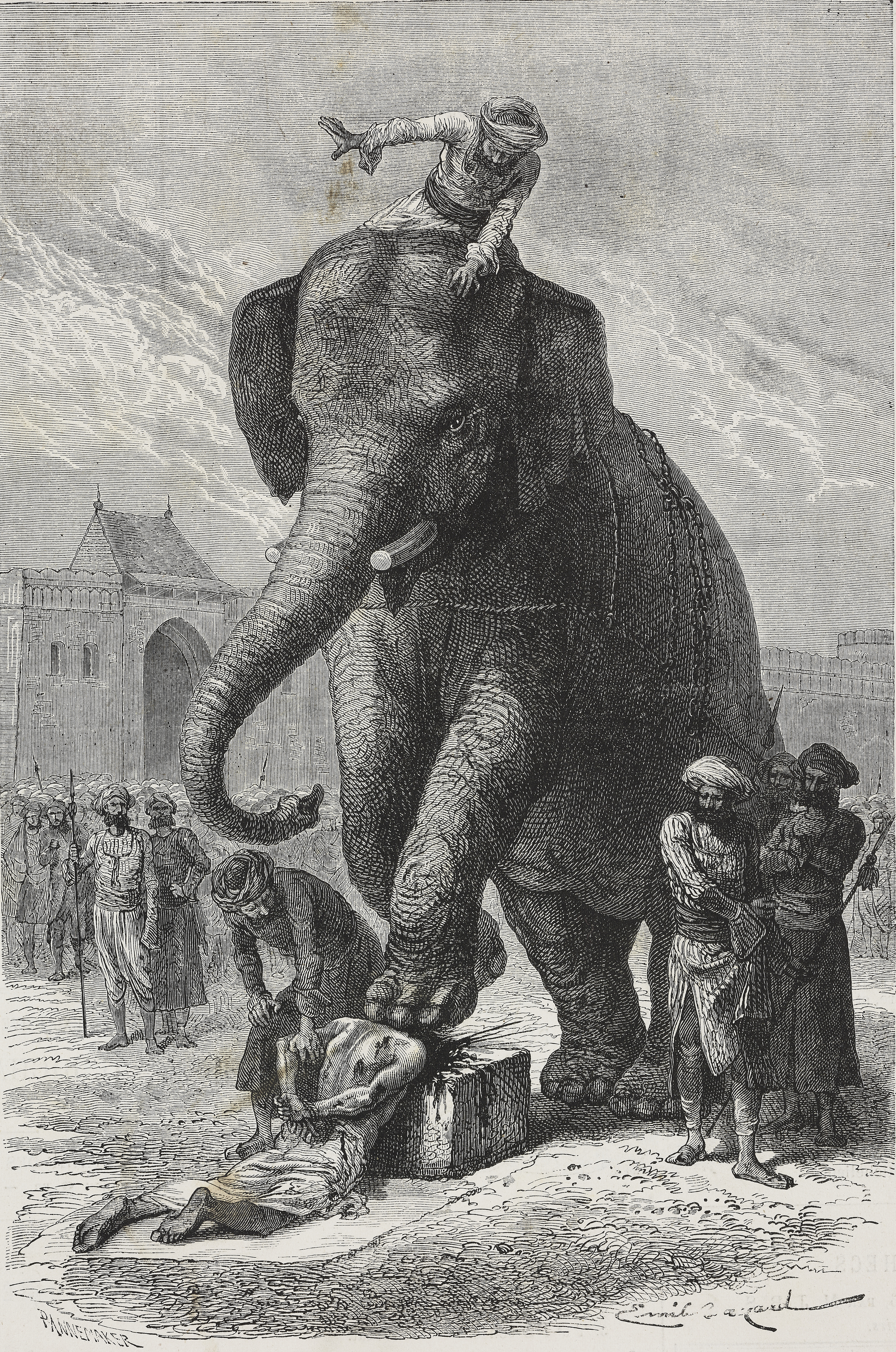
Execução por esmagamento na Índia em 1868.

O esmagamento é um tipo de acidente em que o corpo de uma pessoa é total ou parcialmente sujeito a uma forte pressão que quebra os ossos e esmaga os órgãos internos.
Já foi utilizada também como método de aplicação de pena de morte. O membro atingido sofre verdadeiro trituramento, com fratura exposta, hemorragia e estado de choque da vítima, que necessitará de socorro imediato para não falecer por anemia aguda ou choque. Quando o movimento tem de ser destacado do corpo, a operação recebe o nome de amputação traumática. Há também os pequenos esmagamentos, afetando dedos, mão, e cuja repercussão sobre o estado geral é bem menor. Resistindo a vítima à anemia aguda e ao choque, poderá estar ainda sujeita à infecção, especialmente gangrenosa e tetânica.